# Milton (Luisiana)
Milton es un lugar designado por el censo ubicado en la parroquia de Lafayette en el estado estadounidense de Luisiana. En el Censo de 2010 tenía una población de 3030 habitantes y una densidad poblacional de 229,26 personas por km².

## Geografía
Milton se encuentra ubicado en las coordenadas 30°6′50″N 92°4′9″O / 30.11389, -92.06917. Según la Oficina del Censo de los Estados Unidos, Milton tiene una superficie total de 13.22 km², de la cual 13.13 km² corresponden a tierra firme y (0.63%) 0.08 km² es agua.

## Demografía
Según el censo de 2010, había 3030 personas residiendo en Milton. La densidad de población era de 229,26 hab./km². De los 3030 habitantes, Milton estaba compuesto por el 94.46% blancos, el 2.64% eran afroamericanos, el 0.07% eran amerindios, el 0.43% eran asiáticos, el 0% eran isleños del Pacífico, el 1.06% eran de otras razas y el 1.35% pertenecían a dos o más razas. Del total de la población el 2.94% eran hispanos o latinos de cualquier raza.